# Dänische Lustration
Die Dänische Lustration war eine Landesaufnahme im dänisch regierten Teil Vorpommerns zwischen 1715 und 1721.

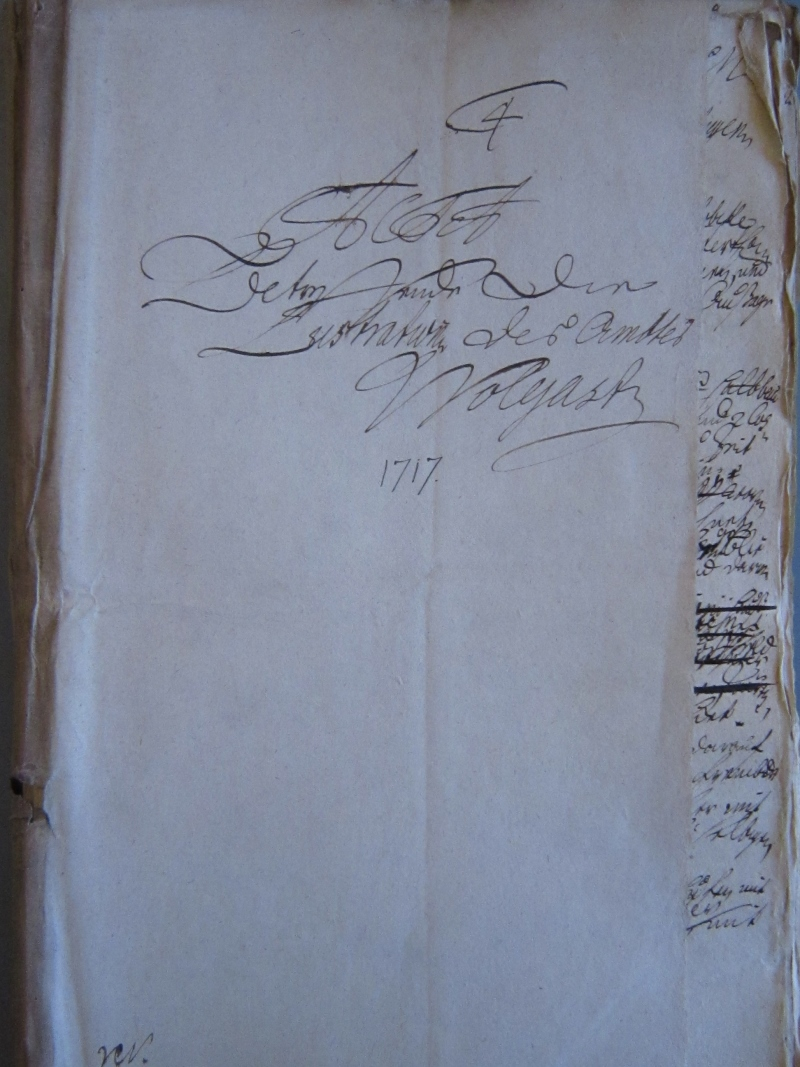
Lustration des Amtes Wolgast 1717

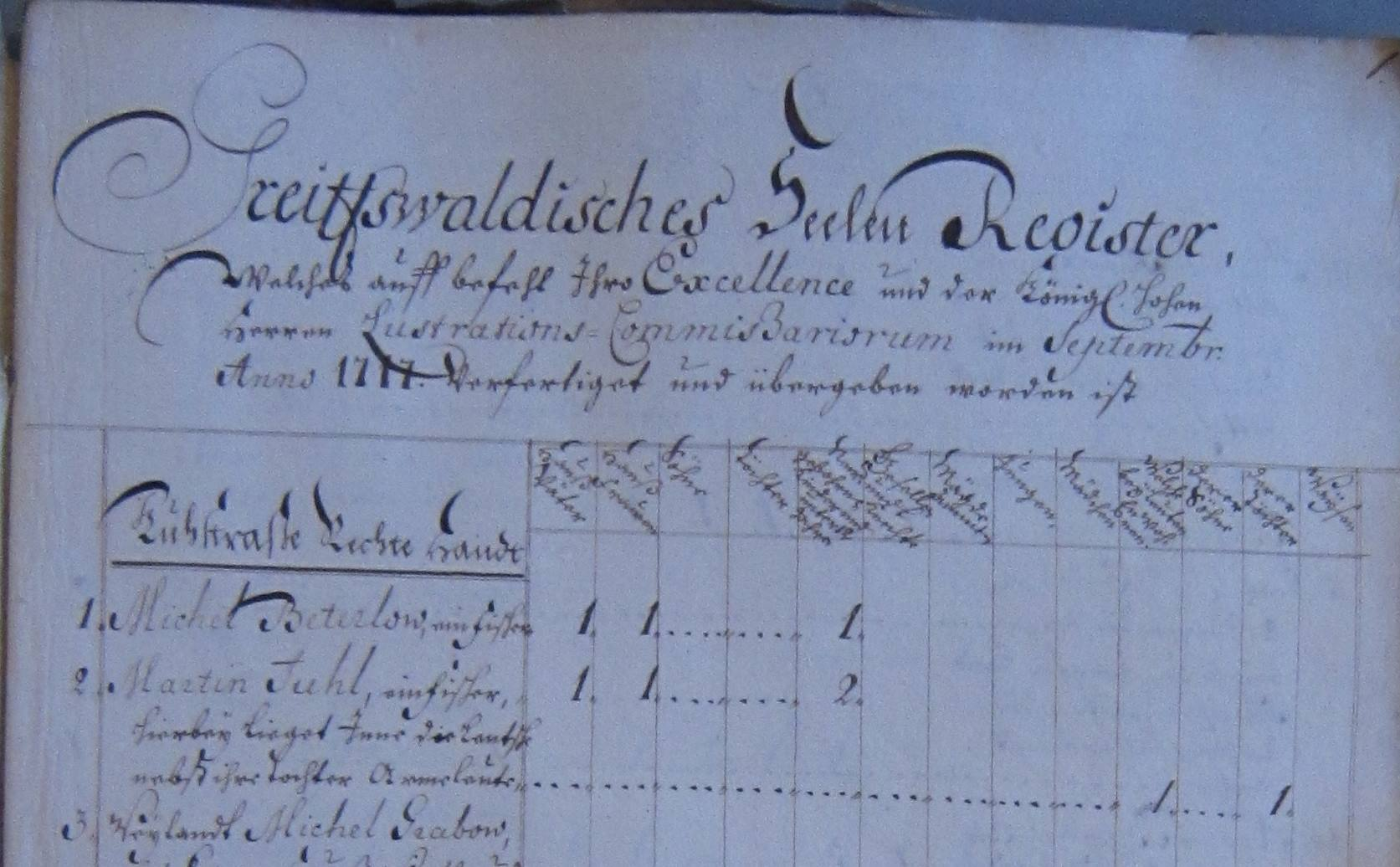
Ausschnitt aus einem Seelenregister Greifswald 1717

## Geschichte
Als Folge des Pommernfeldzugs im Großen Nordischen Krieg einigten sich der preußische König Friedrich Wilhelm I. und der dänisch-norwegische König Friedrich IV. über die Aufteilung der ehemals schwedischen Gebiete Vorpommerns. So verwaltete Dänemark Vorpommern nördlich der Peene von 1715 bis 1721. Die Dänen entschieden sich nach der Schwedischen Landesaufnahme für eine eigene Lustration (Zustandsprüfung), also eine Begehung des Landes. Der aus den dänischen Quellen übernommene Begriff Lustration leitet sich vom lateinischen lustrare (bereisen, bewandern) ab und hat keinen Zusammenhang mit der sonst üblichen Bedeutung Reinigungen und Sühnungen für Lustration.
Es wurden 1717/18 im Auftrag der dänischen Regierung sämtliche Städte, Dörfer, ländliche Ansiedelungen und wüste Ortschaften von einer Kommission begutachtet. Diese Kommission wurde gebildet von Oberlanddrost Emanuel Friedrich von Kötzschau, dem Kanzleirat von John und dem Kämmerer Horst. Auf dem Lande wurden unter Benutzung von festgelegten Katalogen Pächter, Besitzer und Untertanen befragt. In den Städten wurden Gebäudeverzeichnisse und Seelenregister angelegt, die nicht nur, wie bei der schwedischen Landesaufnahme, die Haushaltsvorstände, sondern alle Einwohner erfassten.
Die im Dänischen Nationalarchiv in Kopenhagen vollständig erhaltene dänische Lustration enthält Angaben, die die Steuerkraft des Gebiets beschreiben. Besonders für die erfassten Städte sind diese Akten eine gute genealogische Quelle, da die Lustration hier auch Einwohnerlisten beinhaltet. Für die ländlichen Gebiete gibt es weniger Angaben zu einzelnen Personen, nur vereinzelt kommen Namen der Dorfbewohner vor. Die Akten dokumentieren aber deutlich die Spur der Verwüstung, die die Kriege hinterlassen haben.
Im Frieden von Stockholm und im Frieden von Frederiksborg, beide 1720, konnten die Schweden die Landnahme in Vorpommern zum größten Teil wieder auflösen.

## Erfassung
Der Pommersche Greif hat 2012 mit der Erfassung der in den Akten enthaltenen Personennamen begonnen und die Dokumente in einer Fotodatenbank veröffentlicht.